# Back in Business (альбом EPMD)
Back in Business — пятый студийный альбом американского хип-хоп-дуэта EPMD, выпущенный 23 сентября 1997 года на лейбле Def Jam.
Альбом был спродюсирован самими участниками группы, а также DJ Scratch, Rockwilder и Angel «8 Off» Aguilar. В записи альбома приняли участие Das EFX, Keith Murray, Redman и Nocturnal.
Back in Business достиг 16 места в чарте Billboard 200 и 4 места в чарте Top R&B/Hip Hop Albums в американском журнале Billboard. Альбом был сертифицирован RIAA как «золотой» 17 ноября 1997 года.
Два сингла из альбома попали в чарты американского журнала Billboard: «Da Joint» и «Richter Scale». «Da Joint» стал вторым синглом группы, который попал в чарт Billboard Hot 100.

## Приём критиков
| Оценки критиков           | Оценки критиков                                                                    |
| Источник                  | Оценка                                                                             |
| ------------------------- | ---------------------------------------------------------------------------------- |
| Allmusic                  | 3 из 5 звёзд · 3 из 5 звёзд · 3 из 5 звёзд · 3 из 5 звёзд · 3 из 5 звёзд           |
| Rolling Stone Album Guide | 2,5 из 5 звёзд · 2,5 из 5 звёзд · 2,5 из 5 звёзд · 2,5 из 5 звёзд · 2,5 из 5 звёзд |

Allmusic присвоил альбому три звезды из пяти, добавив «Большая часть Back in Business отражает дикий дух классических альбомов EPMD конца 80-х, с плотными слоями звуков, семплов и фанки битов. В продакшене достаточно навыков и изобретений — и достаточно энергии для рэпа — чтобы сделать Back in Business желанным возвращением». В 2004 году The Rolling Stone Album Guide дал альбому две с половиной звезды из пяти, добавив «…После ссоры из-за денег, которая вызвала пятилетний перерыв между этими двумя, Смит и Сёрмон воссоединились для незабываемого Back in Business 1997 года. Хотя альбом далёко не позорный, он и рядом не стоит со стандартами их пиковой работой. Возможно, они знали это, пытаясь запечатлеть некоторую старую магию в „You Got’s to Chill 2“».

## Список композиций
| #  | Название                                               | Продюсер                             | Длительность |
| -- | ------------------------------------------------------ | ------------------------------------ | ------------ |
| 1  | «Intro»                                                | DJ Scratch                           | 0:13         |
| 2  | «Richter Scale»                                        | Erick Sermon                         | 3:16         |
| 3  | «Da Joint»                                             | Erick Sermon, Rockwilder             | 3:28         |
| 4  | «Never Seen Before»                                    | Erick Sermon                         | 2:51         |
| 5  | «Skit» (feat. Das EFX, Nocturnal)                      | Parrish Smith                        | 0:24         |
| 6  | «Intrigued» (feat. Das EFX)                            | Erick Sermon                         | 3:38         |
| 7  | «Last Man Standing»                                    | EPMD                                 | 3:35         |
| 8  | «Get Wit This»                                         | Erick Sermon                         | 3:42         |
| 9  | «Do It Again»                                          | Erick Sermon                         | 2:52         |
| 10 | «Apollo Interlude» (feat. Darryl «Pop» Trotter)        | EPMD                                 | 1:18         |
| 11 | «You Gots 2 Chill '97»                                 | EPMD                                 | 3:26         |
| 12 | «Put On»                                               | DJ Scratch                           | 3:54         |
| 13 | «K.I.M. (Keep It Movin')» (feat. Redman, Keith Murray) | Erick Sermon                         | 4:36         |
| 14 | «Dungeon Master» (feat. Nocturnal)                     | Parrish Smith, Angel «8 Off» Aguilar | 3:24         |
| 15 | «Jane 5»                                               | Parrish Smith                        | 2:41         |
| 16 | «Never Seen Before (Remix)»                            | Erick Sermon                         | 2:52         |

## Участники записи
- Эрик Сёрмон — читка, музыкальный продюсер, автор песен, исполнительный продюсер
- Пэрриш Смит — читка, музыкальный продюсер, автор песен, исполнительный продюсер
- Бернард Александр — соисполнительный продюсер, менеджмент
- Диджей Скретч — DJ (скретч), продюсер («Put On»)
- Rockwilder — продюсер («Da Joint»)
- Angel «8 Off» Aguilar — продюсер («Dungeon Master»)
- Das EFX — читка («Intrigued»)
- Keith Murray — читка («K.I.M.»)
- Redman — читка («K.I.M.»)
- Nocturnal — читка («Dungeon Master»)
- Даррил «Поп» Троттер — рэп («Apollo Interlude»)
- Иван «Док» Родригес — звукорежиссёр
- Томми Уззо — звукорежиссёр
- Том Сианте — звукорежиссёр
- Крис Айриш — звукорежиссёр («Dungeon Master»)
- Ирв Готти — A&R-менеджер
- Кевин Лайлс — A&R-менеджер
- Тони Доуси — мастеринг
- Дэнни Клинч — фотограф
- The Drawing Board — дизайнер (обложка альбома)

## Чарты

### Еженедельные чарты
| Чарт (1997)                            | Высшая позиция |
| -------------------------------------- | -------------- |
| США (Billboard 200)                    | 16             |
| США (Billboard Top R&B/Hip-Hop Albums) | 4              |

### Синглы
| 1997 | «Da Joint»      | 94 | 42 | 17 |
| 1997 | «Richter Scale» | —  | 62 | 28 |

## Сертификации
| Регион | Сертификация | Продажи  |
| --- | ------------ | -------- |
| США (RIAA) | Золотой      | 500,000^ |
| * Данные о продажах приведены только на основе сертификации. ^ Данные о тиражах приведены только на основе сертификации. |              |          |